# Sergio Fiszman
Sergio A.Fiszman (ur. 17 października 1955) – argentyński zapaśnik walczący w obu stylach. Olimpijczyk z Montrealu 1976, gdzie zajął siedemnaste miejsce w stylu klasycznym i piętnaste w stylu wolnym. Walczył w wadze lekkiej.
Piąty na igrzyskach panamerykańskich w 1971 roku.

## Letnie Igrzyska Olimpijskie 1976
| Konkurencja           | Rundy eliminacyjne  | Rundy eliminacyjne     | Klas. końcowa |
| Konkurencja           | Przeciwnik I        | Przeciwnik II          | Miejsce       |
| --------------------- | ------------------- | ---------------------- | ------------- |
| 68 kg styl klasyczny. | Ferenc Toma (HUN) P | Nedełczo Nedew (BGR) P | 17.           |

| Konkurencja       | Rundy eliminacyjne   | Rundy eliminacyjne | Rundy eliminacyjne           | Klas. końcowa |
| Konkurencja       | Przeciwnik I         | Przeciwnik II      | Przeciwnik III               | Miejsce       |
| ----------------- | -------------------- | ------------------ | ---------------------------- | ------------- |
| 68 kg styl wolny. | Joe Gilligan (GBR) P | Arona Mané (SEN) Z | Mohammad Reza Nawaji (IRI) P | 15.           |